# 위상 벡터 공간
수학에서 위상 벡터 공간(位相vector空間, 영어: topological vector space, 약자 TVS)은 호환되는 위상이 주어진 벡터 공간이다.

## 정의
{\displaystyle K}가 위상환이라고 하자. 그렇다면 {\displaystyle K}-위상 왼쪽 가군(영어: topological left {\displaystyle K}-module) {\displaystyle V}는 다음 두 성질을 만족시키는, 위상 공간의 구조를 가지는 {\displaystyle K}-왼쪽 가군이다.
- (덧셈의 연속성) 벡터 덧셈 {\displaystyle +\colon V\times V\to V}는 연속 함수다. (여기서 {\displaystyle V\times V}는 곱위상을 갖춘다.)
- (스칼라곱의 연속성) 스칼라곱 {\displaystyle \cdot \colon K\times V\to V}는 연속 함수다. (여기서 {\displaystyle K\times V}는 곱위상을 갖춘다.)

마찬가지로 {\displaystyle K}-위상 오른쪽 가군을 정의할 수 있다. 물론, {\displaystyle K}가 가환환이라면 왼쪽·오른쪽을 구별할 필요가 없다.
만약 {\displaystyle K}가 위상체라면, {\displaystyle V}를 {\displaystyle K}-위상 벡터 공간이라고 한다. (월터 루딘과 같은 일부 저자들은 여기에 T1 공간 조건을 추가하기도 한다.)
모든 위상 왼쪽/오른쪽 가군은 특히 아벨 위상군이므로, 표준적인 균등 공간 구조를 갖는다. 이 경우, 덧셈과 스칼라곱이 사실 균등 연속 함수임을 보일 수 있다.

### 위상 벡터 공간의 부분 집합
{\displaystyle \mathbb {K} \in \{\mathbb {R} ,\mathbb {C} \}}가 실수체 또는 복소수체 가운데 하나라고 하자.
{\displaystyle \mathbb {K} }-위상 벡터 공간 {\displaystyle V} 속의 부분 집합 {\displaystyle E\subseteq V}에 대하여, 다음과 같은 성질들을 정의할 수 있다.
| 개념      | 정의 |
| --------- | --- |
| 균형 집합 | 임의의 스칼라 {\displaystyle t\in \mathbb {K} }, {\displaystyle \|t\|\leq 1}에 대하여 {\displaystyle tE\subseteq E}              |
| 유계 집합 | 임의의 0의 근방 {\displaystyle U\ni 0}에 대하여, {\displaystyle tU\supseteq E}인 스칼라 {\displaystyle t\in \mathbb {K} }가 존재 |
| 흡수 집합 | {\displaystyle \forall v\in V\exists r\in \mathbb {R} ^{+}\forall t\in \mathbb {K} \colon (\|t\|\geq r\implies v\in tE)}         |

특히, 위와 같은 유계 집합의 정의를 통해, 모든 {\displaystyle \mathbb {K} }-위상 벡터 공간은 유계형 집합을 이룬다.

## 연산

### 연속 쌍대 공간
위상환 {\displaystyle K}에 대한 위상 왼쪽 가군 {\displaystyle _{K}V}이 주어졌을 때, 연속 가군 준동형 {\displaystyle _{K}V\to {}_{K}K}들의 집합은 {\displaystyle K}-위상 오른쪽 가군을 이루며, 이를 {\displaystyle V}의 연속 쌍대 가군 {\displaystyle V'_{K}}이라고 한다. 만약 {\displaystyle K}가 위상체일 경우, 이는 연속 쌍대 공간이라고 한다.
이는 (대수적) 쌍대 공간보다 일반적으로 더 작다.

### 약한 위상
위상 벡터 공간 (또는 위상 가군) 위에는 항상 원래 위상보다 더 엉성한 특별한 위상을 표준적으로 줄 수 있으며, 이를 약한 위상(弱한位相, 영어: weak topology)이라고 한다. 이 경우, 약한 위상과 구별하기 위하여 {\displaystyle V}의 원래 위상을 강한 위상(強한位相, 영어: strong topology)이라고 한다.
구체적으로, 위상환 {\displaystyle K}에 대한 위상 왼쪽 가군 {\displaystyle _{K}V}의 연속 쌍대 가군 {\displaystyle V'}으로 생성되는 시작 위상을 {\displaystyle V}의 약한 위상이라고 한다. 즉, 약한 위상은 연속 쌍대 가군의 원소를 연속 함수로 만드는 가장 엉성한 위상이다. 집합 {\displaystyle V}에 약한 위상을 부여한 것을 {\displaystyle V^{\text{weak}}}라고 표기하자.
약한 위상의 기저는 구체적으로 다음과 같다.
{\displaystyle \left\{\phi ^{-1}(U)\colon U\in \operatorname {Open} (K),\;\phi \in V'\right\}}
여기서 {\displaystyle \operatorname {Open} (K)}는 {\displaystyle K}의 열린집합들의 족이다.
정의에 따라, 임의의 위상 가군 위의 약한 위상은 항상 원래 (강한) 위상보다 더 엉성한 위상이다. 또한, 약한 위상을 취하는 연산은 멱등 연산이다. 즉, 임의의 위상환 위의 위상 왼쪽 가군 {\displaystyle _{K}V}에 대하여, 다음이 성립한다.
{\displaystyle V'=(V^{\text{weak}})'}
{\displaystyle V^{\text{weak}}=(V^{\text{weak}})^{\text{weak}}}

## 성질

### 분리공리
실수체나 복소수체에 대한 위상 벡터 공간 {\displaystyle V}에 대하여, 다음 분리공리들이 서로 동치이다.
- {\displaystyle V}는 T1 공간이다.
- {\displaystyle V}는 하우스도르프 공간이다.
- {\displaystyle V}는 하우스도르프 정칙 공간이다.
- {\displaystyle V}는 티호노프 공간이다.

즉, 위상 벡터 공간에 대해서는 T1부터 T3½(= 티호노프 공간)까지의 성질들이 서로 동치가 된다.

### 거리화 가능성
실수체나 복소수체에 대한 위상 벡터 공간 {\displaystyle V}에 대하여, 다음 세 조건이 서로 동치이다.:18, Theorem 1.24
- 제1 가산 공간이다.
- 유사 거리화 가능 공간이다.
- {\displaystyle V}의 위상은 평행 이동 불변 유사 거리 함수로 유도될 수 있다.

이는 위상군의 버코프-가쿠타니 정리의 특수한 경우다.

### 유한 차원
실수체나 복소수체에 대한 모든 유한 차원 위상 벡터 공간은 완비 균등 공간이다.
실수체나 복소수체에 대한 위상 벡터 공간 {\displaystyle V}, {\displaystyle W}에 대하여, 만약
- {\displaystyle V}, {\displaystyle W}가 하우스도르프 공간이며,
- {\displaystyle \dim V=\dim W<\infty }

라면, 모든 전단사 선형 변환
{\displaystyle V\to W}
은 위상 동형이다. 즉, 하우스도르프 조건을 가정하면, 실수체나 복소수체에 대한 유한 차원 위상 벡터 공간은 {\displaystyle \mathbb {R} ^{n}}이나 {\displaystyle \mathbb {C} ^{n}}({\displaystyle n\in \mathbb {N} })밖에 없다.:16, Theorems 1.21:22, Theorem 3.5 하우스도르프 조건을 없애면 이는 더 이상 성립하지 않는다. 예를 들어, 임의의 실수·복소수 벡터 공간 위에 비이산 위상을 입혀 위상 벡터 공간으로 만들 수 있다.
실수체나 복소수체에 대한 하우스도르프 위상 벡터 공간 {\displaystyle V}에 대하여, 다음 두 조건이 서로 동치이다.:17, Theorems 1.22:23, Theorem 3.6
- {\displaystyle \dim V<\infty }
- {\displaystyle V}는 국소 콤팩트 공간이다.

실수체나 복소수체에 대한 하우스도르프 위상 벡터 공간 {\displaystyle V}의 모든 유한 차원 부분 공간 {\displaystyle W\subset V}는 닫힌집합이다. 하우스도르프 조건을 가정하지 않으면 이는 더 이상 성립하지 않는다. 예를 들어, 비이산 위상을 갖춘, 1차원 이상의 위상 벡터 공간의 유일한 0차원 부분 공간은 닫힌집합이 아니다.